# Туразашвили, Ана
Ана Туразашвили (род. 15 августа 1989, Тбилиси) — балерина, солистка Большого театра.

## Биография
В 1999 году начала учёбу в Тбилисском хореографическом училище им. В. Чабукиани. В 2004 году поступила в Московскую государственную академию хореографии.
Её педагогом была Елена Николаевна Ватуля.
В 2007 году окончила обучение в Московской государственной академии хореографии. Начала танцевать в составе балетной труппы Тбилисского государственного театра оперы и балета им. З. Палиашвили под руководством Нины Ананиашвили.
В 2009 году вошла в состав балетной труппы Большого театра в Москве. Репетирует под руководством Марины Кондратьевой.
В январе 2015 года журнал Dance Magazine включил ее в список «25, которых надо увидеть» — рекомендацию молодых артистов, на которых следует обратить внимание в наступившем году. В октябре 2016 года этот же журнал назвал её «Танцовщицей месяца».

## Репертуар
В 2009 году исполнила на сцене Большого театра партию подруги Жизели в балете «Жизель», финальный вальс и апофеоз в «Щелкунчике» Петра Чайковского. В 2010 году участвовала в премьере балета «Драгоценности» на сцене Большого театра, исполняла партию в «Рубинах».
В 2012 году исполнила партию трёх лебедей в «Лебедином озере» Петра Чайковского, подругу Армиды в балете «Пламя Парижа» Б. Асафьева, па де труа в «Изумрудах» (I части балета «Драгоценности») на музыку Г. Форе и сольную партию в «Бриллиантах» (III части балета «Драгоценности») на музыку П. Чайковского. Исполняла партию боярыни в балете «Иван Грозный» на музыку С. Прокофьева и Свечки в «Мойдодыре» Е. Подгайца в постановке Ю. Смекалова.
В 2013 году исполнила партию Феи Серебра в «Спящей красавице» Петра Чайковского, Венгерской невесты в «Лебедином озере», подруги маркизы Сампьетри в балете «Марко Спада» на музыку Д. Ф. Э. Обера. Исполняла вторую вариацию в гран па в балете «Дон Кихот» Л. Минкуса.
В 2014 году исполнила партию принцессы Флорины в «Спящей красавице», вестников победы в «Иване Грозном», Повелительницу дриад в «Дон Кихоте» в редакции А. Фадеечева.
В 2015 году танцевала партию Бэлы в «Герое нашего времени», в 2016 году — партию Клеманс/подруги Раймонды в балете «Раймонда» А. Глазунова и Аделину в балете «Пламя Парижа» Б. Асафьева в постановке А. Ратманского.
В 2016 году выступала в балете «Любовь есть везде» на музыку И. Стравинского, хореография Ивана Васильева.
В 2017 году танцевала партию Гюльнары в «Корсаре», Французскую куклу в «Щелкунчике», «Парижский вальс», «Папарации» в «Нуреев» И. Демуцкого и Лидию Ивановну в «Анне Карениной» Петра Чайковского.